# Ludvig Müller (numismatiker)
Carl Ludvig Müller, född den 9 juni 1809, död den 6 september 1891, var en dansk numismatiker. Han var son till biskop Peter Erasmus Müller samt far till Peder Erasmus och Sophus Otto Müller.
Müller blev teologie kandidat 1832 och licentiat 1836. Därefter uppehöll han sig tre år utomlands för att studera konst och antikviteter, men ägnade sig sedan mera speciellt åt numismatiken och utnämndes 1842 till inspektör vid myntkabinettet samt 1866 till direktör för detta och för antiksamlingen. Från 1848 var han därjämte inspektör vid Thorvaldsens museum, över vars konstverk och fornsaker han lämnat en utförlig beskrivning (3 band, 1847-50). År 1855 utgav han som specimen för filosofie doktorsgrad Den macedoniske Konge Philip II:s Mønter och samma år sitt mest betydande arbete, Numismatique d'Alexandre le grand, vilket skaffade honom Franska institutets pris. Därtill slöt sig Den thraciske Kong Lysimachos' Mønter (1857). Müller fortsatte och avslutade J.C. Lindbergs Numismatique de l'ancienne Afrique (1860-62, 3 band, med supplement 1874) samt skrev flera lärda och skarpsinniga avhandlingar om den religiösa symboliken hos forntidens folk, bland annat Om det saakaldte Hagekors's Anvendelse og Betydning i Oldtiden (1877).

## Utmärkelser
- Riddare av Dannebrogorden,  1847[2]
- Dannebrogsmännens hederstecken,  1873[2]
- Kommendör av Dannebrogorden,  1889[2]

[Redigera Wikidata]